# SC Freamunde
Sport Clube Freamunde – portugalski klub piłkarski, grający obecnie w trzeciej lidze portugalskiej, mający siedzibę w mieście Freamunde.

## Historia
Klub został założony w 1933 roku. W 1990 roku klub po raz pierwszy w swojej historii wywalczył awans do drugiej ligi. Pobyt w niej trwał jednak tylko rok. W sezonie 1998/1999 SC Freamunde wygrał rozgrywki Segunda Divisão i po raz drugi wywalczył promocję do Segunda Liga. Grał w niej przez dwa sezony. W sezonie 2006/2007 klub ponownie wywalczył mistrzostwo Segunda Divisão i dzięki temu awansował do drugiej ligi.

## Sukcesy
- Segunda Divisão
  - mistrzostwo (2): 1998/1999, 2006/2007

## Reprezentanci kraju grający w klubie
Stan na czerwiec 2015
| - João Alves - Vitorino Antunes - Pedro Barbosa - José Bosingwa - Ansumane - Sadjó Baldé | - Eridson - Édson Silva - Émile Mbele - Alain N’Kong - Cafú - Ricardo Silva |

## Skład
| Nr | Poz. | Piłkarz        |
| -- | ---- | -------------- |
| 1  | BR   | Danny          |
| 2  | OB   | Leandro Albano |
| 3  | OB   | José Amadeu    |
| 5  | OB   | Rui Raínho     |
| 6  | OB   | Eridson        |
| 7  | PO   | Daniel Barbosa |
| 8  | PO   | Pedrinho       |
| 9  | NA   | Diogo Ramos    |
| 10 | NA   | Fausto         |
| 11 | PO   | Iván Pérez     |
| 13 | OB   | Luís Rocha     |
| 16 | OB   | Huguinho       |

| Nr | Poz. | Piłkarz           |
| -- | ---- | ----------------- |
| 17 | NA   | Cafú              |
| 18 | PO   | Robson            |
| 19 | NA   | Ansumane          |
| 20 | OB   | Luís Pedro        |
| 21 | BR   | Rui Nereu         |
| 22 | NA   | Blas Tapparello   |
| 28 | NA   | Feng Jiapeng      |
| 47 | NA   | Pedro Pereira     |
| 77 | PO   | Paulo Grilo       |
| 88 | PO   | Ivan Santos       |
| 99 | BR   | Marco             |
|    | PO   | Francesco Celeste |